# Harald Genzmer
Harald Genzmer (Blumenthal, cerca de Bremen,9 de febrero de 1909-Múnich, 16 de diciembre de 2007) fue un compositor alemán de música clásica.

## Biografía
En 1928, después de haber adquirido los fundamentos musicales en Marburg, inició estudios en el Conservatorio Superior de Música (Hochschule für Music) de Berlín, donde tuvo como profesor de composición hasta 1934 a Paul Hindemith, así como a Rudolf Schmidt (piano), Alfred Richter (clarinete) y Curt Sachs (musicología). Desde 1934 y hasta 1937 trabajó como répétiteur y posteriormente como ayudante del director en la Ópera de Breslau. 
En 1938, y siguiendo los pasos de su maestro, se integró como docente en la Volksmusikschule de Berlin/Neukölln, en la que también había enseñado Hindemith. Durante la década de los años cuarenta del siglo XX experimentó con la música electrónica, interesándose particularmente por el “trautonio”, un instrumento inventado por Friedrich Trautwein; su gusto por la experimentación le llevó también a interesarse por el saxofón.
Una vez finalizada la Segunda Guerra Mundial, en 1946 fue contratado como profesor de composición y adjunto a la dirección del nuevo Conservatorio Superior de Música de Friburgo y posteriormente, entre 1957 y 1974, de Múnich (Hochschule für Musik). En esta última ciudad, Genzmer dirigió durante diez años el departamento de música de la Academia Bávara de Bellas Artes.
Genzmer es miembro de numerosas organizaciones políticas ligadas al mundo de la cultura, como la GEMA. Su talento para la docencia y la composición le han válido diversos galardones: la Orden de Maximiliano (el galardón más preciado de la cultura bávara en 1991); la Medalla de Oro de la Constitución bávara en 1998, así como otras muchas distinciones.
Su obra abarca todos los géneros musicales, excepto la ópera, incluyendo varias trabajos de carácter pedagógico. Inspirado por compositores como Claude Debussy, Béla Bartók e Ígor Stravinski, su obra se encuentra profundamente marcada por el espíritu de su maestro, Paul Hindemith, sin dejar por ello de ser muy personal. 
Harald Genzmer ha conservado durante toda su trayectoria el deseo de crear obras musicales que fuesen accesibles tanto a los oyentes como a los instrumentistas, sabiendo guardar ciertas distancias con las vanguardias.

## Obras principales
- Römische Weinsprüche para coro masculino.
- Primera Sinfonía (1957/1970) para gran orquesta.
- Cantata Jiménez (1962) para soprano, coro mixto y orquesta.
- Segundo concierto para orquesta (1963).
- Der Zauberspiegel (1965), ballet de Hans Stadlmair.
- Irische Harfe (1965) para coro mixto.
- Sonata (1971) para trombón y piano.
- 12 Dúos (1972) para dos trombones.
- Misa Alemana (Deutsche Messe) (1973) para coro mixto y órgano.
- Petrarca-Chöre (1973/1974) para coro mixto.
- Obertura para Uster (1974).
- Oswald von Wolkenstein (1975/1976) para soprano, barítono, coro mixto y orquesta.
- Sonata (1977) para trombón y órgano.
- Música para orquesta (1977/1978), basada en un fragmento de Friedrich Hölderlin.
- Cantata Geistliche (1979) para coro masculino, soprano, órganos y percusiones.
- Sinfonía para Jóvenes (Sinfonia per giovani) (1979) para gran orquesta (de jóvenes).
- Cantata 1981 (1981) para soprano, coro mixto y orquesta, basada en poemas del Barroco inglés.
- Sonata para violonchelo y órgano (1981).
- Sonata para violonchelo solo (1982).
- Tercera sinfonía (1986) para gran orquesta.
- Sechs Lieder (1988) para coro mixto, sobre textos de Gabriela Mistral.
- Cuarta Sinfonía (1990) para gran orquesta.

- Datos: Q565070